# サウンド・オブ・サンダー
『サウンド・オブ・サンダー』（原題: A Sound of Thunder）は、2005年のアメリカ合衆国のSF映画。監督はピーター・ハイアムズ、出演はエドワード・バーンズとキャサリン・マコーマックなど。レイ・ブラッドベリの短編小説『雷のような音』（短編小説集『太陽の黄金の林檎』収録）を原作とし、時間旅行が実現した未来の人々が恐竜狩りツアーで起こした小さなトラブルから、地球の歴史が大きくゆがみ始めるさまを描いている。

## ストーリー
西暦2055年、科学技術の発展により人類はタイムトラベルの実現に成功する。チャールズ・ハットンの運営するシカゴの旅行代理店TIME SAFARI社は、独自に開発したタイムマシン『TAMI』を使って、白亜紀に赴きその時代の恐竜を狩るという「ハンティング・ツアーサービス」を企画、金持ちの間では一大ブームとなっていた。しかしこの旅行は「白亜紀に自分たちの所持品を放置しない」「白亜紀から何かを持ち帰ってはならない」といった、過去との干渉で歴史を改変してしまう可能性のある危険性の高いツアーであった。
トラヴィス・ライヤーら添乗グループは、そういった事態を引き起こさない為に旅行者の行動監視を行う立場であった。しかし、ある日のツアーの最中にトラヴィスの所持していた液体窒素銃がトラブルを起こし、眼前で暴れまわる恐竜を前に旅行者がパニックに陥るという事態が起きた。なんとか事態の収拾を終えてツアーから戻るも、その日の夜を境に異変が起きる。当初トラヴィスらはただの偶然と思い込んでいたが、ツアーでTAMIが着地時刻の計算ミスを犯した事をきっかけに、先日起きたツアーのトラブルで何らかの形で歴史を改変してしまった事を知る。しかし、その問題も解決策も見つからないまま、政府はTIME SAFARI社の閉鎖を決定する。
一方のトラヴィスらは、TAMIの生みの親でツアーの根幹となっていたソニア・ランド博士を迎え入れて事態の解明を開始。その結果、白亜紀から「1.3グラムの何か」を持ち帰っていたという重大な事実が判明する。それが一体何か、そして誰が持ち帰ってしまったのかを究明し、ツアーで起きたトラブルの時間にタイムトラベルを行い未然に原因を防ごうと動き出すも、歴史を改変してしまったことで発生したタイム・ウェイブと呼ばれる「時間の津波」が立て続けに迫り、人類滅亡の危機が迫っていた。

## キャスト
トラヴィス・ライヤー博士
演 - エドワード・バーンズ、日本語吹替 - 堀内賢雄
本作の主人公。TIME SAFARI社の社員でツアーの添乗グループのリーダー。生物学・遺伝子工学のスペシャリストでもあり、ライオンなどの絶滅した動物（この作品内では50年前にライオンやサメ等の動物が人類技術の進歩の過程で絶滅したことになっている）の復元手段を独自に研究している。性格は非常に冷静。トラヴィス本人はTAMIから得られた貴重なデータを自身の研究に活かす為にハットンの下で働いているが、傲慢で利益重視の運営を行うハットンには不信感を抱いている。
ツアーで旅行者がむやみやたらに液体窒素銃を撃てないようにする為に、全員の銃のセーフティは全て彼の銃で制御されている。しかし、ツアー中に彼の銃の液体窒素漏れが原因で動かなくなるというトラブルが発生し、全員の銃が使えなくなるという事態に陥り、歴史の変動の原因となってしまう。
タイム・ウェイブによる歴史の変動の解決を行う為に、ランドの協力を得て最後のタイム・ウェイブ到達前にタイム・トラベルに成功し、歴史変動の原因を未然に防ぐ事に成功したと同時にタイムパラドックスの影響で歴史の変動の時代にいたトラヴィスは消滅する。
改変成功後のトラヴィスはジェニーから、ツアーの映像を記録していたレコーダーを手渡され、収録されている内容を2度見た後、TIME SAFARI社のハンティング・ツアーサービスの運営停止告発用の証拠映像としてレコーダーをランドに届けるところで本編が終了する。
歴史改変後のジェニーの歴史変動の時代のトラヴィスを撮影したレコーダーには、歴史の変動で起こった悲劇の一部始終が収録されていた。また、変動時代からやって来たトラヴィスは改変後の人たちの視点では、人の形でなく悲劇の光景そのものに見えていた事が表現されている。
ソニア・ランド博士
演 - キャサリン・マコーマック、日本語吹替 - 深見梨加
本作のヒロイン。タイムマシン『TAMI』を完成させた、ツアーの根幹となった女性。性格は感情的で自宅には威嚇用のショットガンがある。TAMIの所有権利をハットンに奪われ、金儲けの為に使われている事に激しい怒りを見せている。また、白亜紀の時代に干渉した事による6500万年分の進化の波の危険を訴え続けていたが、誰にも相手にされないでいた。
歴史の変動の解決の為にトラヴィスらに協力をし、解決策としてツアーが行われる前の時間帯にタイムトラベルを行い、未然に発生を防ぐ「スリングショット策」を定義し、自分の通っていた大学の装置を使ってトラヴィスをタイムトラベルさせることに成功するも、自身はタイム・ウェイブの影響で二足歩行する髭を持った魚類のような姿になってしまった。
歴史改変後、トラヴィスに告発の為の証拠映像が収録されたレコーダーを手渡され、お礼にコーヒーを淹れる。
TAMIの声のベースはランド自身の声である。
チャールズ・ハットン
演 - ベン・キングズレー、日本語吹替 - 小川真司
TIME SAFARI社の社長。巧妙な根回しでランド博士からTAMIの所有権限を奪い、TAMIを利用した「ハンティング・ツアーサービス」を実施している。しかし、政府等の監視や圧力がありながらも安全面を考慮せず、利益重視で運営を行っているハットンに対し社員からの信頼は皆無に等しい。事故発生時、経費削減を名目にデリスを賄賂で買収し、恐竜時代のものを持ち込ませない「バイオフィルター」の電源を切らせた事が原因でタイム・ウェイブ発生の引き金にもなった。
事故発生後、デリスと共にTIME SAFARI社に留まったが、第4の波とヒヒ型生物の襲撃で死亡する。
歴史改変成功後はジェニーにバイオフィルターのことを知られたデリスに話があると言われた。その際の会話の内容は不明ではあるが激昂している姿が確認できる。
ジェニー・クレイズ
演 - ジェミマ・ルーパー、日本語吹替 - 本田貴子
TIME SAFARI社の社員でツアー添乗メンバーの1人。メンバーの中ではサブリーダーに近い立ち位置を持っている。ツアー中に起きた液体窒素銃の故障では率先してアロサウルスの囮になるなど、行動力にも長けている。しかし、相手の意見に反論すると異常なほどのしつこさで食って掛かることがある。トラヴィスとは幼なじみ。
歴史改変成功時、歴史変動時代のトラヴィスをレコーダーで録画した際、恐怖のあまり立ち尽くしていたが、事故発生後は歴史変動時代のトラヴィスの呼びかけ通りにデリスにバイオフィルターの電源を付けるよう言い渡し、歴史変動の脅威を回避させた立役者となる。帰還後、トラヴィスに自身が撮影したレコーダーを渡す。
マーカス・ペイン
演 - デヴィッド・オイェロウォ、日本語吹替 - 伊藤健太郎
TIME SAFARI社の社員でツアー添乗メンバーの1人。メカニック担当で液体窒素銃の修理を行う場面が見られる。妻子持ちでよく子供の趣味という天体観測に付き合っているという。
歴史変動後はトラヴィスらと共にエックルズの住むアパートを目指す最中に食人シダに襲われ神経麻痺の毒に冒されてしまう。その後、ヒヒ型生物の群れの追跡を回避するためにたった1人で迎え撃つも為す術無く捕食されてしまった。
Dr.ルーカス
演 - ヴィルフリート・ホーホルディンガー、日本語吹替 - 森田順平
TIME SAFARI社の社員でツアー添乗メンバーの1人。医療担当。ツアー中、客の脈拍を測るなどしている。
歴史変動後、トラヴィスらと共にエックルズの住むアパートを目指す最中にヒヒ型生物に襲われるも、トラヴィスの冷静な判断で救われる。エックルズから借りた車を力づくで開けたりなどの面も。TIME SAFARI社へ戻る途中、コウモリ型生物に攫われた。
クレイ・デリス
演 - アウグスト・ツィルナー
新設されたタイムトラベル監督局の役人。監査のため、ツアーにも同行する。ハットンから賄賂を受け取っていた。
歴史変動後はTAMIを見張るためとしてTIME SAFARI社に残っていたが、ヒヒ型生物を恐れ、ロッカーに隠れていた。大学へ向かうトラヴィス達を追おうとするが、ヒヒ型生物に襲われる。
歴史改変成功後、ジェニーにバイオフィルターのことを指摘され、帰還後ハットンと話している姿が見られる。
クリスチャン・ミドルトン
演 - コーリイ・ジョンソン
ツアー参加者。ツアー中のトラブルにより、1.3gのあるものを持ち帰ってしまう。
テッド・エックルズ
演 - ウィリアム・アームストロング
ツアー参加者。ミドルトンの友人。

## 進化した異形の動植物
本編に登場した、タイム・ウェイブの影響で変貌した動植物。植物は食虫植物のように人間を捕食するようになり、動物は白亜紀の生物と混ざったような凶暴な生物になった。
昆虫型生物
タイム・ウェイブ第2波の影響で蟻と甲虫の一種が合体・凶暴化した生物。ランドの住むマンション内に出現し、廊下を埋め尽くすほどの大群で押し寄せ、ランドに抗議してきたマンションの住民一人を殺害し、トラヴィスとランドを襲うも、トラヴィスはランドのガーデニングルームにあった放水ホースによる放水で防衛。酸素ボンベが水の感電で大爆発した為に群れは一掃され、2人はベランダから下の階の樹に落下した事で事なきを終える。
ヒヒ型生物
タイム・ウェイブ第3波の影響で出現したヒヒとトカゲが合体したような生物。開発グループの間ではBaboon Lizard（ヒヒトカゲ）と呼ばれていた。作中で最も登場が多い生物でもある。外見は体長2m近くのヒヒの体で、皮膚が爬虫類のように固く尻尾がトカゲのようになっている。生態状はヒヒに非常に近く、群れをなして活動している。また、肉食で人間をも捕食し、本編でも直截な映像はないが添乗グループのメンバーを2人捕食している。時間が経つにつれて縄張りの範囲を広げていき、第4波ではTIME SAFARI社本社までもが縄張りの中におさまってしまい、トラヴィスらは大学に向かう羽目になった。大学の校舎にたどり着いた後も執拗に追いかけてきて、タイム・ウェイブ到達直前にトラヴィスとランドがいるタイムマシンのある部屋に侵入するも、最後のタイム・ウェイブが到達した後は消滅している。
普段は4足歩行だが、威嚇時などでは後ろ足で立ちあがる事が出来、休息時は天井や木の枝にぶら下がって眠るなどの特徴がある。また、皮膚は非常に硬く、唯一柔らかい皮でできている喉以外では液体窒素銃でも通じなかった。
食人シダ
タイム・ウェイブ第1波〜3波の影響で捕食能力を獲得したシダの一種。イバラのような棘のある蔦を持ち、捕まえた獲物を棘にある神経毒で麻痺させて養分を吸い取っていく。
コウモリ型生物
タイム・ウェイブ第3波の影響で巨大・凶暴化したコウモリの一種。エックルズのマンションからミドルトンのマンションにエックルズから借りた車で移動するトラヴィスら一行の前に出現。ミドルトンのマンションからTIME SAFARI社へ向かう途中で群れをなして襲撃し、メンバーの一人を連れ去ると追跡を止めて縄張りに戻って行った。
食虫バラ
タイム・ウェイブによって異常進化したバラでミドルトンの住むマンションの中を覆い尽くすように生い茂っていた。食人シダと同様、意思を持って獲物に襲い掛かることができるが、本編ではその描写がない。このバラの茎についている棘を刺されると、毒の影響で刺された対象の思考能力を著しく低下させ、殺害衝動に襲われる。
ウツボ型生物
タイム・ウェイブ第4波の影響で巨大化したウツボに似た生物で黒目が無く眼球全体が白目になっている。冠水した地下鉄構内を縄張りとし、足を踏み入れた獲物を捕食しようとする。地下鉄構内に侵入した添乗グループのメンバー1人を列車の窓を突き破って捕食し、トラヴィスにも襲い掛かったが構内の落盤によって圧死する。

## スタッフ
- 監督・撮影：ピーター・ハイアムズ
- 美術：キイス・ペイン
- 衣装：エスター・ヴァルツ
- VFXスーパーバイザー：ティム・マクガヴァン
- 日本語字幕：林完治

## 作品の評価
Rotten Tomatoesによれば、批評家の一致した見解は「まとまりのない論理と不均一な演技は、作り物であるのを忘れることをほとんど不可能な課業にする、お粗末な特殊効果のおかげで目立たなくなっている。」であり、98件の評論のうち高評価は6%にあたる6件のみで、平均点は10点満点中3.2点となっている。
Metacriticによれば、26件の評論のうち、高評価は3件、賛否混在は6件、低評価は17件で、平均点は100点満点中24点となっている。